# Хайнрих XIX фон Вайда
Хайнрих XIX фон Вайда „Млади" (на немски: Heinrich XIX von Weida „der Jüngere“; † 27 юни 1462) от фамилията Ройс е фогт на Вайда (1442 – 1454) в окръг Грайц в Тюрингия. Той е господар на Вайда, „Равенщайн“ и „Берга“.
Той е третият син на Хайнрих XV/XVI фон Вайда († пр. 23 септември 1404), фогт на Вайда (1387/1389 – 1404) и съпругата му Анна фон дер Даме († сл. 1414), дъщеря на Ханс фон дер Даме († 1406) и Анна Берка фон Дуб-Лайпа († сл. 1406). Внук е на фогт Хайнрих XIII/XIV 'Червения' († 1387/1389) и съпругата му Маргарета фон Утенхофен († 1376).
Братята му са Хайнрих XVI фон Вайда „Стари“ († 6 юни 1452/3 юни 1454), фогт (1404 – 1454), господар на Вайда и Хартенщайн „Стари“ († пр. 3 юни 1454), женен пр. 1410 г. за Анна, и Хайнрих XVII фон Вайда „Средния“ „Средния“ († сл. 1426), фогт на Вайда, женен 1405/1406 г. за Анна фон Ауербах или фон Даме († ок. 3 октомври 1414), дъщеря на Ханс фон Даме и Анна. Сестра му Елизабет († 1404/или сл. 1418) се омъжва за Гебхард фон Кверфурт-Танроде († 30 януари 1418), син на Зигфрид фон Кверфурт-Мюлберг-Кличен († 1396) и Юта фон Бланкенхайн († сл. 1383), сестра на Лудвиг фон Бланкенхайн († сл. 1411).
Хайнрих XIX фон Вайда „Млади" умира на 27 юни 1462 г.

## Фамилия
Хайнрих XIX фон Вайда „Млади" се жени пр./сл. 21 август 1419 г. за Елизабет фон дер Даме, дъщеря на	Хайнрих фон дер Даме. Те имат един син:
- Хайнрих XXI фон Вайда († сл. 16 декември 1465), фогт на Вайда (1454 – 1465), женен за Агнес Шенк фон Ландсберг († сл. 2 март 1488)